# Mnichovská průrva
Mnichovská průrva je uměle vytvořený kanál, který slouží jako propusť napájení Novozámeckého rybníka z Bobřího potoka. Stavba, která vznikla jako součást rybniční soustavy, vybudované ve 14. století, se nachází na hranicích katastrálních území obcí Zahrádky a Jestřebí v okrese Česká Lípa v Libereckém kraji. Mnichovská průrva je součástí národní přírodní rezervace Novozámecký rybník, evropsky významné lokality Jestřebsko – Dokesko a od roku 2014 také Chráněné krajinné oblasti Kokořínsko – Máchův kraj.

## Ochrana
Novozámecký rybník je zařazen mezi významná středověká vodní díla a od roku 1933 je chráněn jako národní přírodní rezervace. Celé území včetně Bobřího potoka je součástí chráněných území ptačích oblastí, mokřadů Ramsarské úmluvy. Oba kanály, vytesané v pískovcích, Mnichovská i obdobná Novozámecká průrva u výtoku z rybníka, jsou zařazeny mezi technické památky rybničního stavitelství. Zmíněné technické památky jsou spolu s dalšími historickými, sakrálními a technickými stavbami na katastrálním území obcí Holany, Zahrádky, Stvolínky a Jestřebí součástí Krajinné památkové zóny Zahrádecko, zapsané od roku 1996 na ústředním seznamu kulturních památek České republiky.

## Popis lokality
Mnichovská průrva se nachází na katastru obce Zahrádky u České Lípy. Napájí nedaleký Novozámecký rybník z Bobřího potoka přes uměle vytvořený kanál v pískovcových skalách. Vpust do dříve několikanásobně většího rybníka zajišťovala hradidla. Přes průrvu po vrcholu skal byl v 18. století vybudován klenutý most, po němž dnes vede silnice I/9 od České Lípy do Doks, případně dále do Prahy přes křižovatku v Jestřebí.  Poblíž mostu jsou ve skále vytesané schody, po kterých lze sestoupit až k hladině do skalní místnosti, která sloužila jako přístaviště loděk. Průrvu od Novozámeckého rybníka odděluje rozsáhlá oblast mokřin s rákosím.

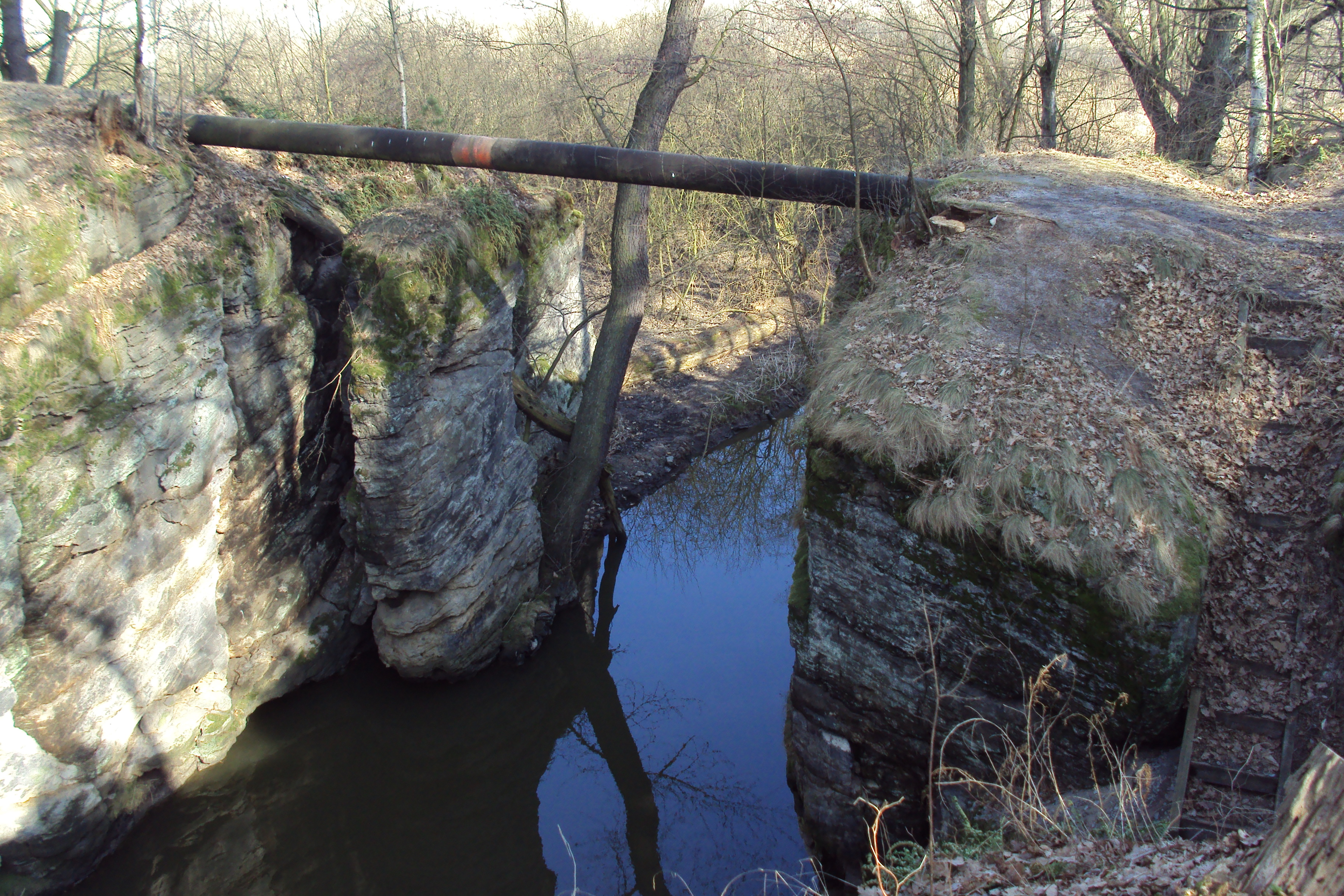
Mnichovská průrva a Bobří potok

Jméno získala průrva podle obce Mnichov, která stávala nedaleko a která zanikla v průběhu třicetileté války. Kromě uměle vytesaného kanálu u Novozámeckého rybníka někdejší ves Mnichov připomíná pouze osamocený kostelík sv. Barbory, stojící uprostřed hřbitova asi 600 m severozápadně od Mnichovské průrvy.

## Mnichovská průrva ve filmu
Zajímavou lokalitu využili filmaři jako kulisu k pohádkovému filmu Nesmrtelná teta, na točeného v roce 1993.